# Jérôme Lèbre
Pour les articles homonymes, voir Lebre.
Jérôme Lèbre,  né en 1967, est un philosophe français.

## Biographie
Ancien élève de l'ENS, habilité à diriger des recherches[réf. nécessaire], il est enseignant en classes préparatoires littéraires aux lycées Hélène-Boucher puis Louis-le-Grand (Paris). Il a été directeur de programme au Collège international de Philosophie. Il est chercheur associé au Centre de recherches en philosophie allemande et contemporaine de l'Université de Strasbourg et à l'Équipe de recherche sur les rationalités philosophiques et les savoirs de l'Université de Toulouse Jean Jaurès. Il est également membre du comité scientifique de la revue de philosophie contemporaine Phasis. Ses travaux portent sur l'idéalisme allemand et la philosophie contemporaine française (Derrida, Jean-Luc Nancy), ainsi que sur la recherche de stabilité (justice, loi, caractère, habitation, occupations de lieux) au cœur des mobilités et des rythmes contemporains.

## Ouvrages
- Hegel à l’épreuve de la philosophie contemporaine (Deleuze, Lyotard, Derrida), Paris, Ellipses, 2002.
- Le Fil de l’identité – puissance et frivolité de l’analyse chez Hegel, Hildesheim – Zürich – New-York, Georg Olms Verlag, coll. « Europaea Memoria », 2008.
- Vitesses, Paris, Hermann, 2011.
- Derrida – La justice sans condition, Paris, Michalon, 2013.
- Les Caractères impossibles, Paris, Bayard, 2014.
- Signaux sensibles, avec Jean-Luc Nancy, Paris, Bayard, 2017.
- Éloge de l'immobilité, Paris, Desclée de Brouwer, 2018.
- Une Pensée voisine, lectures françaises de la philosophie allemande, Paris, Hermann, 2018.
- Scandales et démocratie, Paris, Desclée de Brouwer, 2019.
- Repartir - philosophie de l'obstacle, Presses universitaires de France, 2023.

## Pour approfondir